# 西谷温泉
西谷温泉（にしだにおんせん）は、新潟県長岡市西谷（旧越後国）にある温泉。西谷鉱泉（にしだにこうせん）とも呼ばれる。

## 泉質
- アルカリ性単純硫黄冷鉱泉（低張性アルカリ性冷鉱泉）
  - 泉温　17.5℃

## 温泉地
旧越路町の田園地帯に、「中盛館」と「湯元旅館」の旅館2軒が佇む。日帰り入浴は、旅館の日帰り受付を利用することになる。
かつてはもう1軒、「しぶみ館別館」という旅館も存在したが、現在は廃業している。

## 歴史
江戸時代に動物たちが利用していたところを、当地の人々が発見したのが始まりとされる。

## アクセス
- JR信越本線・塚山駅より徒歩7分。
- 関越自動車道長岡南越路スマートICより国道404号経由、車で25分。
- 北陸自動車道柏崎ICより国道291号、国道404号経由、車で30分。